# WWE Championship
WWE Championship, còn được gọi là Undisputed WWE Championship từ tháng 4 năm 2024 là một chức vô địch hạng nặng thế giới đô vật, nó được tạo ra và phát triển bởi công ty đấu vật chuyên nghiệp Mỹ WWE, hiện đang được bảo vệ trên thương hiệu SmackDown. Đây là một trong hai danh hiệu vô địch thế giới dành cho nam trong danh sách chính của WWE, cùng với World Heavyweight Championship của Raw. Nhà vô địch hiện tại là John Cena, người đang trong lần giữ đai kỷ lục thứ 14 của mình. Anh đã giành được danh hiệu này bằng cách đánh bại nhà vô địch trước đó là Cody Rhodes vào Đêm 2 của WrestleMania 41 vào ngày 20 tháng 4 năm 2025.
Chức vô địch thế giới ban đầu của chương trình khuyến mãi, được thành lập bởi World Wide Wrestling Federation lúc bấy giờ (WWWF) vào ngày 25 tháng 4 năm 1963 với cái tên là chức vô địch WWWF World Heavyweight Championship, sau khi chương trình khuyến mãi được xúc tiến bởi National Wrestling Alliance (NWA). Nhà vô địch đầu tiên là Buddy Rogers. Kể từ khi được tạo ra, danh hiệu đã phải trở qua nhiều lần đổi tên do thay đổi tên công ty và thống nhất danh hiệu. Đây là chức vô địch lâu đời nhất hiện đang hoạt động trong các chương trình quảng cáo, và hiện tại đang là danh hiệu uy tín nhất trong WWE, với nhiều trận đấu cho danh hiệu đã quảng bá rầm rộ tại các sự kiện pay-per-view (PPV) – bao gồm sự kiện PPV WrestleMania chính của WWE. Trong môn đấu vật chuyên nghiệp nói chung, nó được nhiều người coi là một trong những chức vô địch uy tín nhất mọi thời đại.
Từ khi thành lập cho đến năm 2001, nó đã được quảng bá là chức vô địch chính duy nhất của WWE. Một danh hiệu thế giới bổ sung, WCW Championship, đã được thêm vào sau khi World Wrestling Federation lúc đó mua lại World Championship Wrestling vào đầu năm 2001. Sau khi thương hiệu đầu tiên vào năm 2002, và việc quảng bá đổi tên công ty thành WWE, chức vô địch đã trở thành độc quyền của SmackDown và World Heavyweight Champion được tạo ra cho Raw. ECW trở thành thương hiệu thứ ba vào năm 2006, thêm ECW Championship. Danh hiệu sau đó bị vô hiệu hóa vào năm 2010 và World Heavyweight Champion đã được thống nhất thành WWE Championship vào 2013. Chức vô địch một lần nữa trở thành danh hiệu thế giới duy nhất của WWE cho đến khi giới thiệu Universal Championship với sự chia tách thương hiệu năm 2016 và quảng bá NXT Championship để tình trạng danh hiệu năm sau. Trong cả hai lần chia tách thương hiệu, WWE Championship đã chuyển đổi thương hiệu, thường là do WWE Draft; vào năm 2019, danh hiệu chuyển sang Raw khi nhà vô địch Brock Lesnar rời SmackDown sau sự kiện Crown Jewel.

### Nguồn gốc

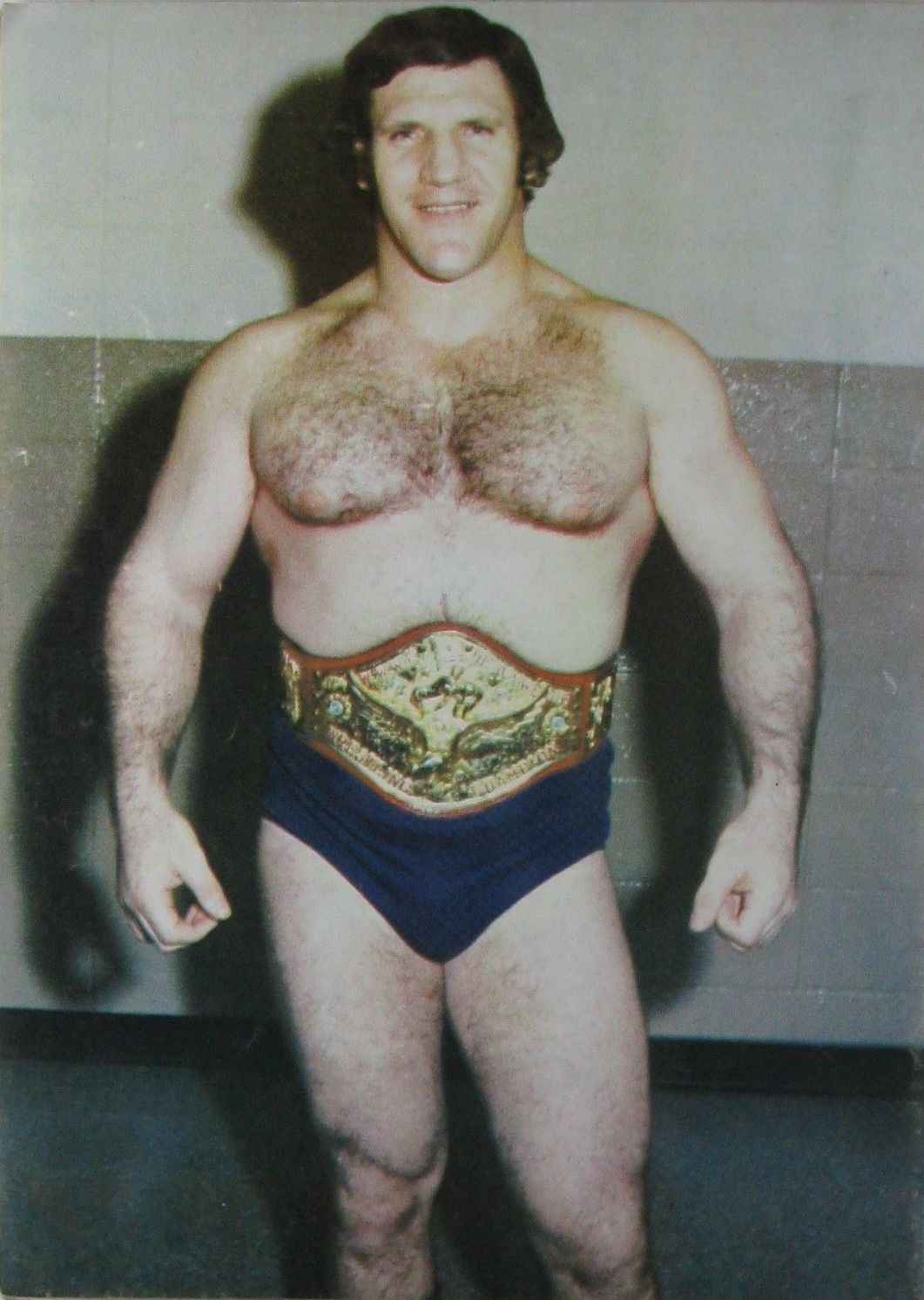
Nhà vô địch hai lần và WWE Hall of Famer Bruno Sammartino. Lần đầu ông thắng đai cũng là lần giữ đai lâu nhất với hơn bảy năm (2,803 ngày), và ông cũng có tổng thời gian giữ đai lâu nhất (4,040 ngày); ảnh chụp khi ông lần thứ hai vô địch đai (thiết kế đai 1973–1982) khi đai còn được gọi là WWWF Heavyweight Championship.

### Sự nổi lên

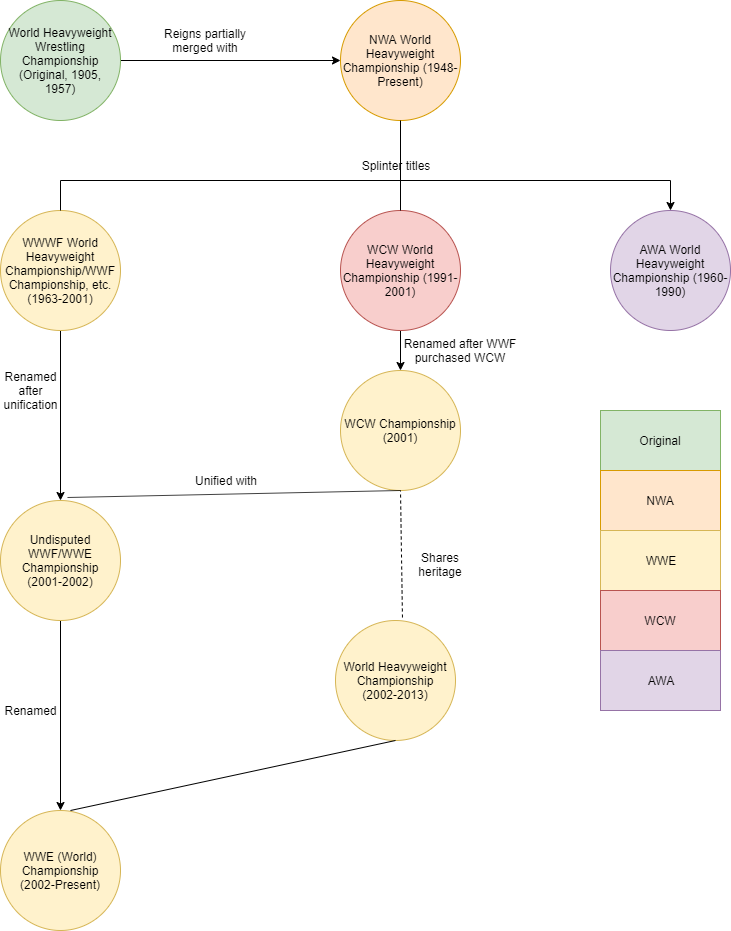
Một sơ đồ cho thấy sự tiến hóa của các giải vô địch hạng nặng thế giới khác nhau

### Tranh chấp chức vô địch

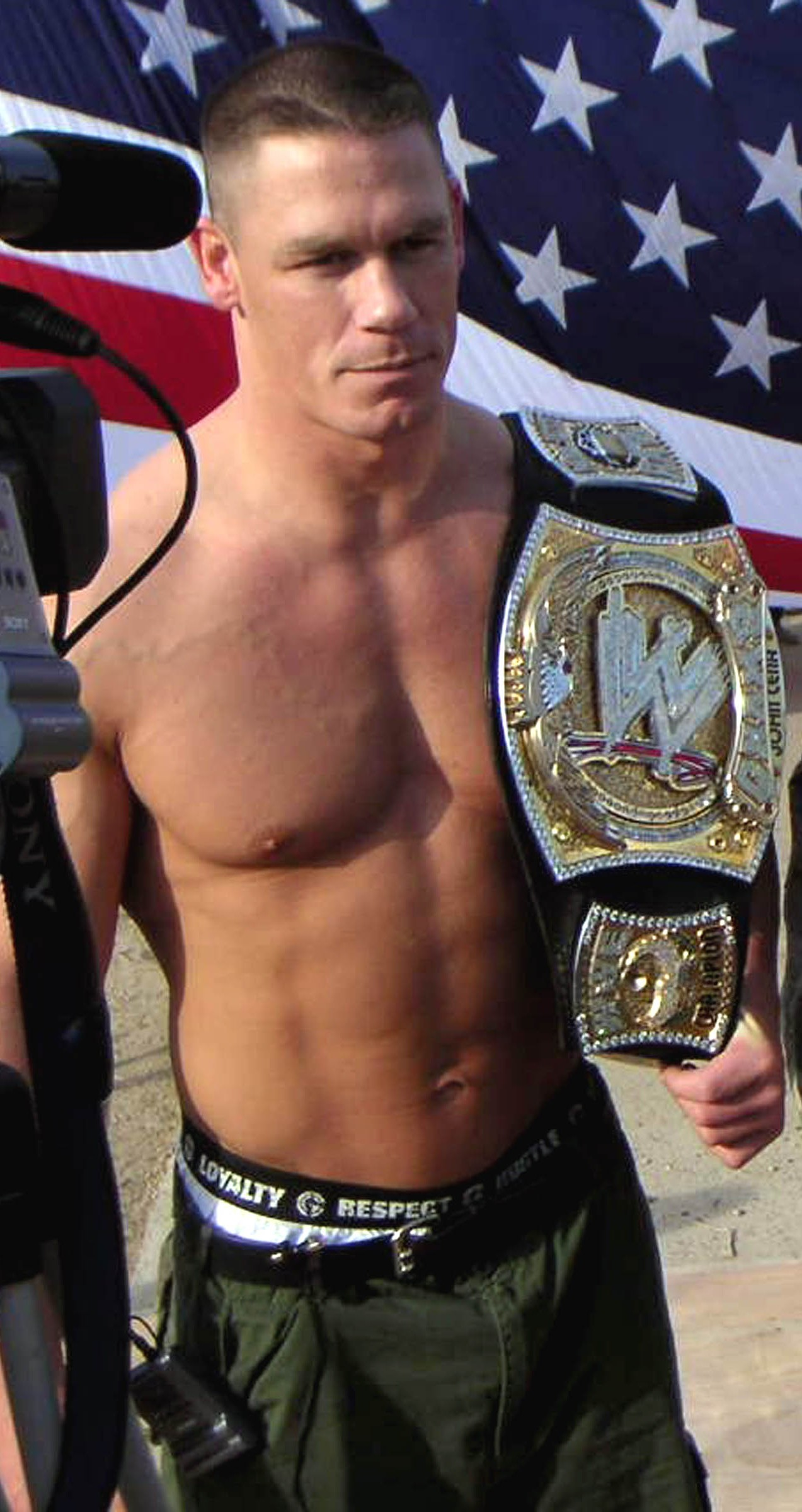
Người giữ kỉ lục 13 lần vô địch đai là John Cena – trong hình là "Spinner Belt", thiết kế được sử dụng đại diện cho đai từ năm 2003 đến năm 2005.

### Hợp nhất chức vô địch và tái mở rộng thương hiệu

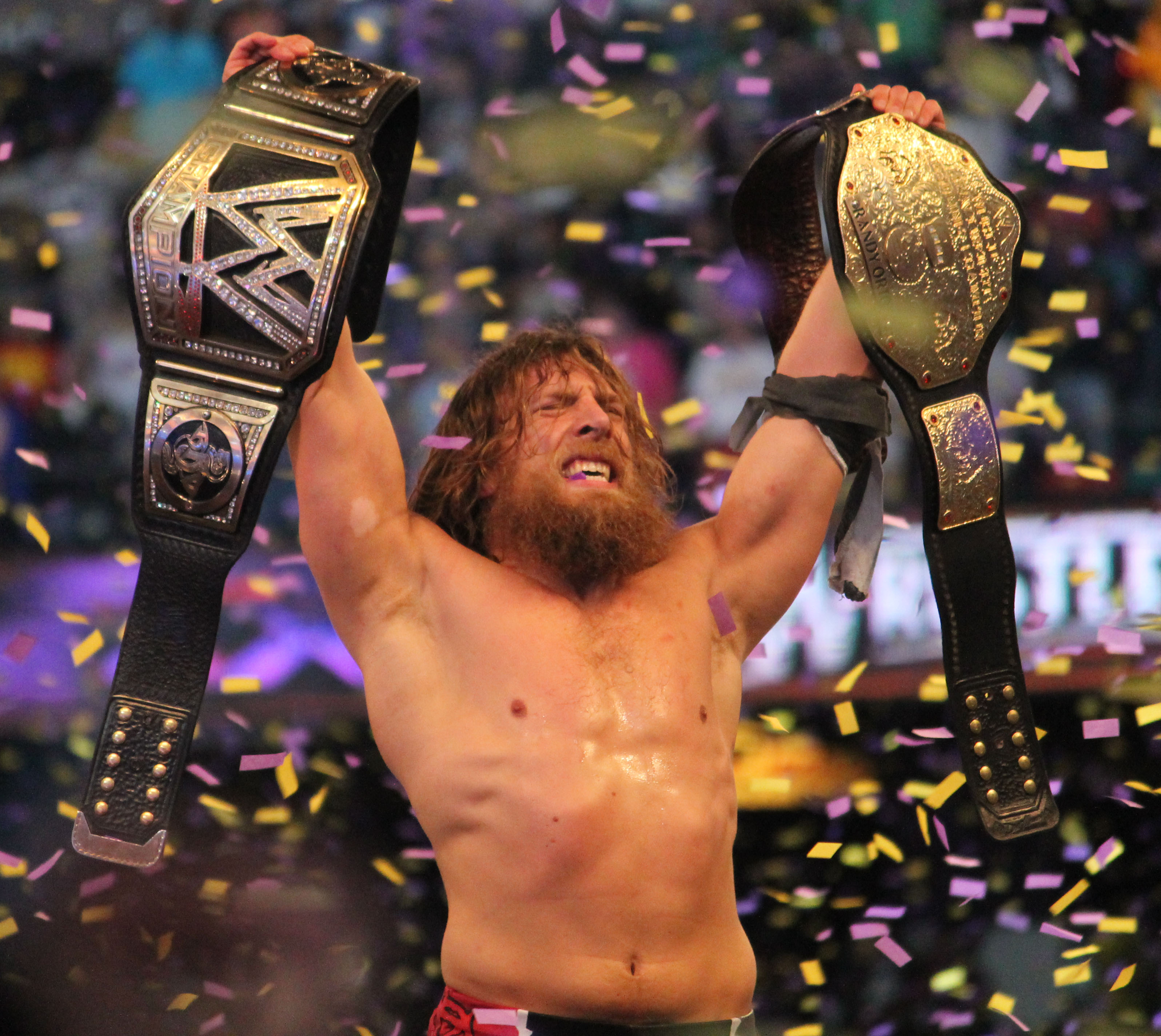
Người bốn lần vô địch đai này, Daniel Bryan, trong hình là thiết kế đai vô địch từ 2013–2014 (bên tay phải), và Big Gold Belt, được sử dụng song song đại diện cho việc thống nhất WWE World Heavyweight Championship từ tháng 12 năm 2013 đến tháng 8 năm 2014.

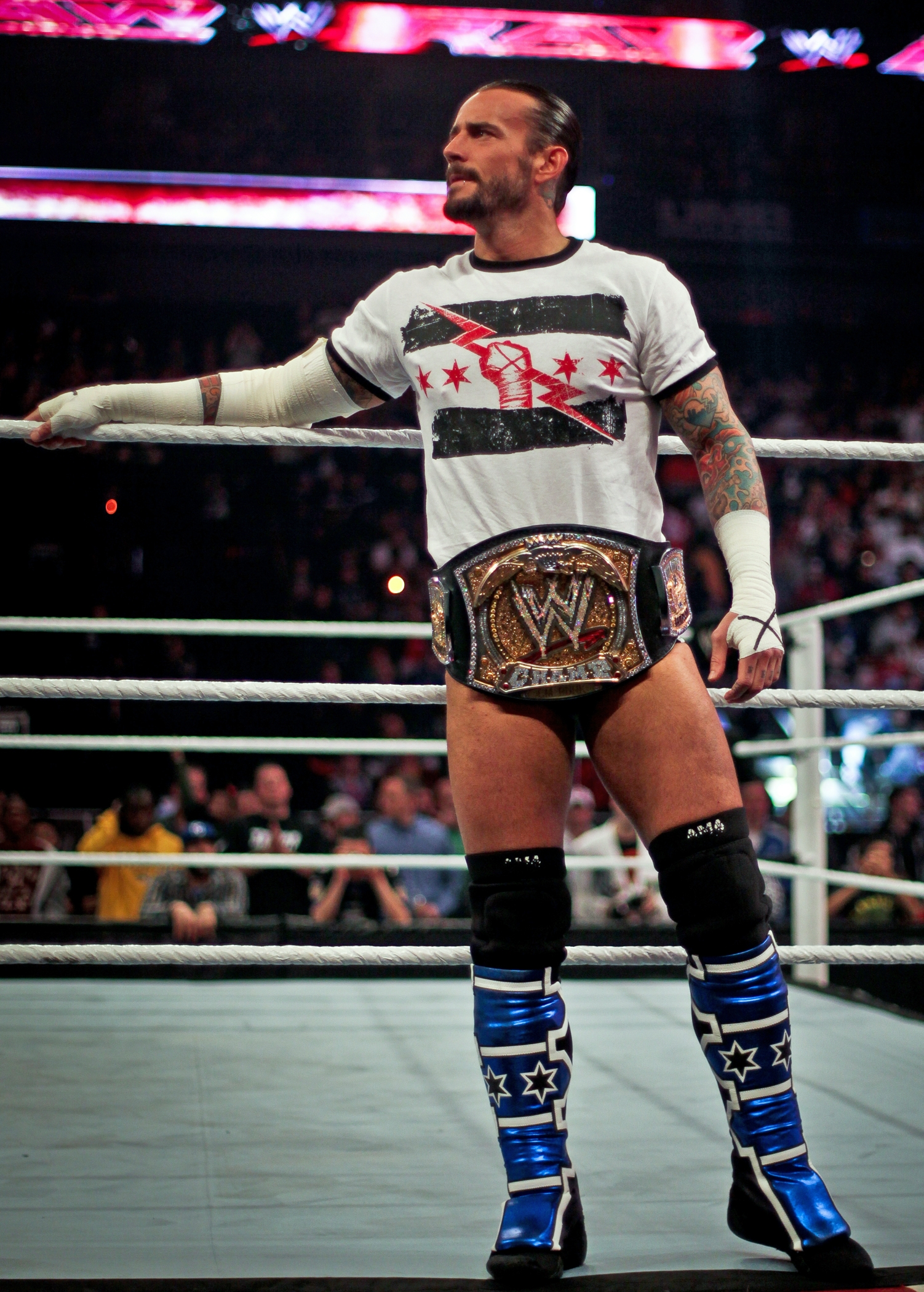
Nhà vô địch hai lần CM Punk – khoe chiếc đai "spinner", được sử dụng để đại diện cho danh hiệu này từ năm 2005 tới năm 2013.

### 1963—1982

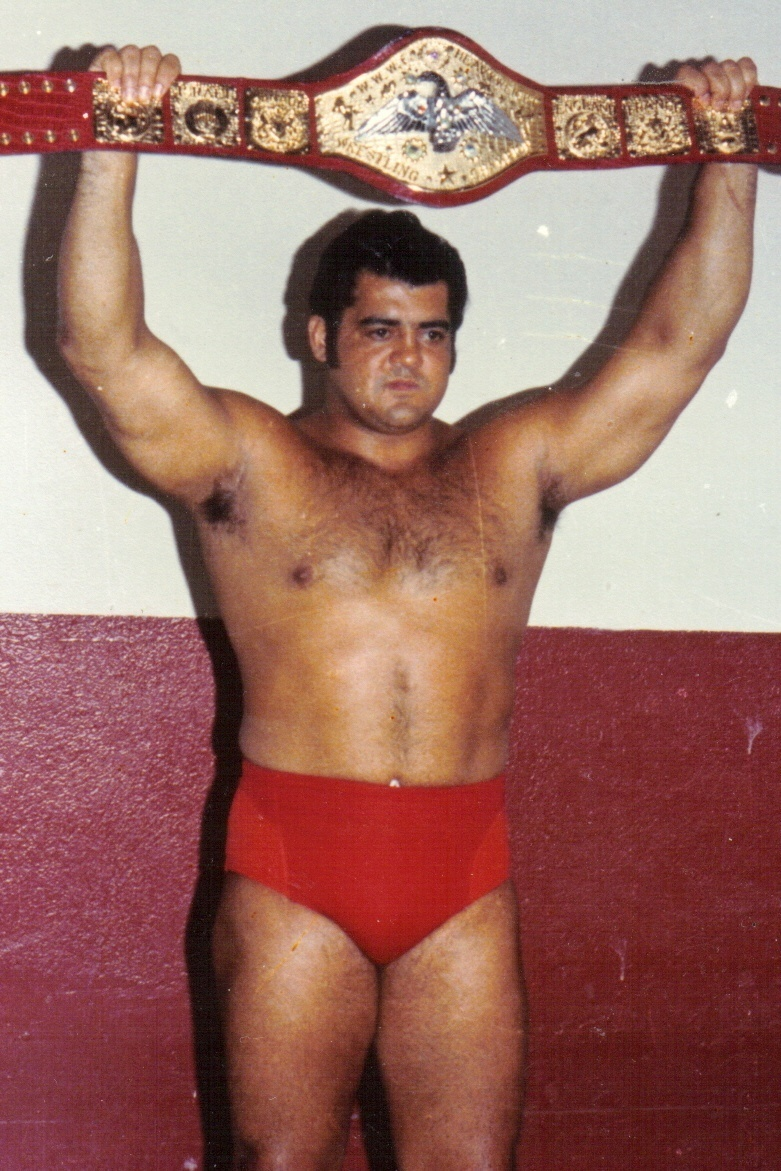
Pedro Morales với chức vô địch WWWF Heavyweight Championship trên tay vào năm 1972

### 1982—2005

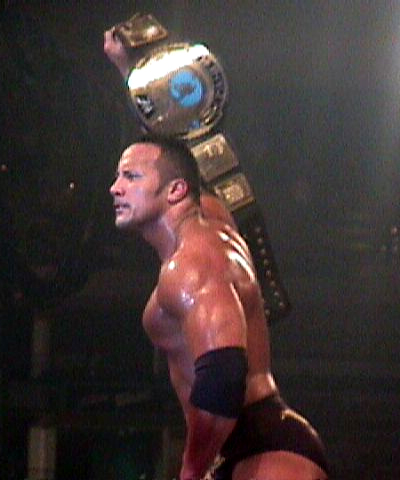
Nhà vô địch 8 lần thắng đai là The Rock, với phiên bản "Big Eagle"/"Attitude Era" (1998–2002) của đai WWF Championship sau này; thiết kế đai này được sử dụng song song với Big Gold Belt, đại diện cho Undisputed Championship (chức vô địch thống nhất) từ tháng 12 năm 2001 đến tháng 4 năm 2002.

## Các kỷ lục

Nhà vô địch hiện tại John Cena

## Lịch sử